# 한화엔진
한화엔진(韓火Engine)은 대한민국의 종합 엔진 생산 전문업체이다. 조선 산업의 핵심 기자재인 대형 선박용 엔진 제작을 중심으로 엔진 부품의 판매와 서비스를 제공하고 있으며, 디젤엔진을 이용한 발전시설을 공급하는 종합 엔진메이커이다. 단기간에 누계 저속엔진 생산 1억마력을 달성하였으며, 2014년 세계 최초 선박용 이중연료(DF) 엔진 상용화 및 독자 기술로 친환경 탈질시스템(DelNOx)을 개발하는 등 기술개발을 선도하고 있다.

## 개요
조선 산업의 핵심 기자재인 대형 선박용 디젤 엔진 제작과 디젤 엔진을 이용한 내연 발전소 건설 전문 업체이다. HSD엔진은 700마력에서 11만5천 마력에 이르는 선박용 중·저속 디젤 엔진과 200MW까지의 디젤 발전소의 건설과 유지 보수를 주력 사업으로 연간 14백만 마력에 이르는 세계 Top수준의 생산 능력의 25%의 시장 점유율을 보유하고 있다. 1984년엔 연간 20만 마력 생산 규모로 사업을 개시한 이래 세계 최단 기간에 엔진 누계 생산 마력 5,000만 마력을 돌파하였고, 세계 최초로 최대 규모의 전자제어 엔진을 생산하고 있다.

## 제품
- 선박엔진 및 SCR사업

세계 선박용 엔진 생산 Top Maker로서 저속엔진 시장점유율 세계 2위를 유지하고 있으며, 엔진 설계, 생산, 판매부터 애프터 서비스로 이어지는 일관된 서비스 체제로 운영되고 있다. 이러한 풍부한 생산 경험을 바탕으로 다양한 고객의 니즈와 엄격한 환경규제에 선제적으로 대응하고 있다. SCR사업은 독자적인 기술로 개발한 친환경 탈질시스템(DelNOx)으로 선박엔진과 패키지 수주 또는 개별 수주하는 방식이며, IMO-TierⅢ 규제에  맞춰 개발하여 공급하고 있다.
- 부품판매사업

부품판매사업은 전 세계 네트워크를 통해 선박엔진 및 발전엔진 등 엔진에 필요한 다양한 주요 순정부품 및 각종 서비스를 공급하고 있다.
- 디젤발전사업

전력시설이 부족한 신흥국가 및 도서지역을 중심으로 친환경 디젤발전시설을 공급하고 있으며, 또한 원자력 발전소에 비상용으로 설치되는 비상발전기를 공급하여 품질의 우수성과 성능을 인정받고 있다.
- 부품 사업

다국적 판매망을 통하여 고객이 요구한 부품을 필요한 때, 필요한 장소에 공급하고 있다.